# قدر

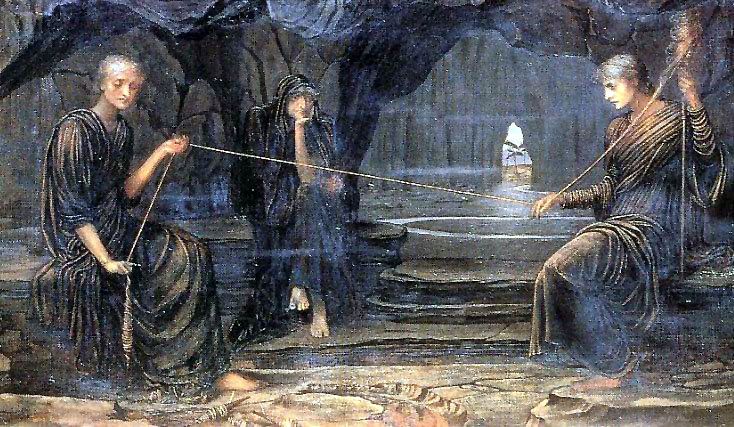

القدر هو تعلق الإرادة بالأشياء في أوقاتها الخاصة، فتعلق كل حال من أحوال الأعيان بزمان معين وسبب معين عبارة عن القدر. والقدر هو خروج الممكنات من العدم إلى الوجود، واحدًا بعد واحد، مطابقًا للقضاء، والقضاء في الأزل، والقدر فيما لا يزال. كذا في تعريفات الجرجاني.

## تعريف
القدر يشير إلى مسار محدد مسبقًا من الأحداث. ويمكن أن ينظر إليه على أنه المستقبل المُعدُ سَلفًا، وهو مفهوم يقوم على الإعتقاد بأن هناك ترتيب ثابت للطبيعة في الكون.
القدر يمكن أن يُنظر إليه على إنهُ تَسلسُل مُحدد من الأحداث التي لا مفر منها وغير قابلة للتغيير، أو أن الأفراد يُمكنهم إختيار قَدَرِهم من خلال إختيار مسارات مُختلفة طوالَ حياتهم.

## القدر في الأدب والثقافة الشعبية
يذكر سومرست موم القدر في قصة عربية:
يتحدث الموت: كان هُناكَ تَاجِر في بغداد أرسل خادمه إلى السوق لشراء بعض المُؤن وبعد بعض الوقت عاد الخادم وهو يرتجف، وقَالَ: "يا سيدي، عندما كُنتُ في السوق كانت تُزاحمني امرأة في الحشد وعندما إلتفتُ رأيت أنه كان الموت الذي كان يُزاحمني. لقد نظر إليَ بِحدة؛ الآن، ناولني حِصانك، وسأهربُ بعيدًا عن هذه المدينة، وأتجنب قدري. سأذهبُ إلى سامراء، وهناك لن يجدني الموت". التَاجِر قدم لهُ حصانه، وامتطاه الخادم وقام بأسرع ما يُمكن بالهروب. قام التاجر بالذهاب إلى السوق ورآني واقفًا في مكان مزدحم فجاء إليَ وقال لي: "لماذا نظرت هذه النظرة المُخيفة إلى خادمي عندما رأيتهُ هذا الصباح؟" فَقُلتُ "هذهِ لم تكن نظرةَ تهديد، لقد تفاجئتُ لمقابلته في بغداد، بينما كان لي موعد معه الليلة في مدينة سامراء.

## التنبؤ بالقدر
يعتقد البعض أن قدر المرء يمكن التحقق منه عن طريق التنبؤ أو يعلن كنبوءة لنبي أو التبصير. في اعتقاد كثير من الثقافات، لا يُمكن معرفة القدر إلا عن طريق وسيط روحاني أو قديس أو متنبئ.

## القدر في الديانات
في الديانة المسيحية، المصير مُشابه للخلاص أو العناية الإلهية. وهناك العديد من التصاميم من مصير في الكنائس المختلفة.
في الديانة الكاثوليكية، الإيمان ضروري للخلاص، ولكنه يتطلب نفس الوقت الخيرية.
في الديانة الكالفينية، الإيمان ضروري للخلاص ولكن أعمال لا تعتبر مفيدة للخلاص، بل هي ثمرة الإيمان وردت بها. الخلاص بالنعمة، لخدمة، إلى الحب والشهادة. وهناك أيضا مسألة الأقدار.
في الديانة الأرثوذكسية، المذهب الرسمي هو شبه بلجن، التي تولي اهتمامًا كبيرًا في الأشغال.
في الإسلام، القدر، هو الإعتِقاد أن الله قد قدر وحدد ما سيحدث في جميع الأزمنة والأمكنة، وذلك يتعارض مع مصير الإرادة الحرة. ومصير مُستقبل الإنسان مُتعلق فقط بالقدر. هذا المصير هو نتيجة القدر في مُعتقد الإسلام.

## القدر (المصير) مقابل القضاء
على الرغم من أن كلا الكلمتين يُخلط بينهما في كثير من الحالات، القضاء والقدر يُمكن التمييز بينهم. حديثًا عُرف القضاء كقوة أو وكالة تُحدد سلفًا ترتيب مسار الأحداث. كما يُحدد القضاء الأحداث كأوامر أو «حتميات». القضاء يُستخدم في ما يتعلق بنهائية الأحداث كما حدثت، اما القدر هو ما ستئول إليه النهاية المُتوقعة في المُستقبل لتصبح حتمية الحدوث. في الميثولوجيا الكلاسيكية الأوروبية، هناك ثلاثة آلهة لا تعترف بالقضاء. «القضاء» المعروف باسم Moirae في الأساطير اليونانية، وParcae في الأساطير الرومانية، وNorns في الميثولوجيا الإسكندنافية، يحددوا أحداث العالم من خلال {الدوران الغامض للخيوط التي تُمثل مصير إنسان واحد.
القضاء لا يتضمن أي اختيار، وينتهي بالموت. القضاء هو النتيجة التي تُحددها وكالة خارجية مسؤولة عن شخص أو كيان، ولكن مع القدر الكيان يشارك في تحقيق نتيجة مُرتبِطة إرتباطًا مُباشرًا بنفسها. المشاركة تحدث عمدًا.
«القضاء» و«القدر» استخدموا بنفس المعنى في الماضي على حد سواء، وكلاهما كان يعني الحظ، وكان يشمل هذا مجموع الأحداث التي أدت إلى التوصل إلى هذه النتيجة في الوقت الراهن (على سبيل المثال «كان قدرُها أن تكون قائدة» و«كان قضائُها أن تكون قَائِدة»).

## القدر والقسمة
مقال رئيسي القدر في الإسلام
القسمة، وتعني إما «إرادة الله» أو «جزء، أو كثير أو قدر».

## القدر والفلسفة
القضاء والقدر مُترادفان في اللغة اليومية، ولكن فيما يتعلق بفلسفة القرن ال 20 فقد اكتسبا معاني مختلفة.
لآرثر شوبنهاور القدر كان مجرد مظهر من مظاهر الرغبة في الحياة. الرغبة في العيش بالنسبة له هي الدافع الرئيسي للحياة. الحيوان لا يُمكن أن يمتلك الرغبة، ولكن الرجل يستطيع على الأقل أن يرى الحياة من خلال اثرها، لذا فهي الرغبة الأولية والأساسية. ولكن هذه الحقيقة هي محض اللاعقلانية ومن ثم، لشوبنهاور، الرغبة البشرية تساوي القدر فهي غير منطقية، غير محددة الاتجاه، وبالتبعية، كل أعمال البشر. ولذلك، فإن الرغبة في الحياة يمكن أن تكون في نفس الوقت التعايش وخيار تغيير القدر نفسه، عن طريق الفن والأخلاق والزهد.
لنيتشه القدر يبقي على شكل Amor fati (حُب القدر) من خلال عُنصر مُهم من فلسفة نيتشه اسمه «الرغبة في السلطة» (der Wille zur Macht)، يعتقد شوبنهاور بتأثر السلوك البشري بإرادة العيش. لكن هذا المفهوم قد يكون أيضًا خَاطِئ، على الرغم من انه، في أماكن مُختلفة، رأى الرغبة في السلطة باعتبارها عُنصرًا قويًا للتكيف أو البقاء على قيد الحياة بطريقة أفضل. في وقت لاحق مفهوم نيتشه للرغبة في السلطة  ينطبق على جميع الكائنات الحية، مُقترحًا أن التكيف والكِفَاح من أجل البقاء على قيد الحياة هو الحملة الثانوية في تطور الحيوانات، وهو أقل أهمية من الرغبة في توسيع السلطة. نيتشه في نهاية المطاف أخذ هذا المفهوم لما هو ابعد، وحول فكرة مسألة مراكز القوة إلى مسألة مراكز السلطة كما سيكون قدر البشرية لمواجة amor fati.
من وجهة نظر إسلامية:
لقد خلق [الله] الكون ووضع له قوانينه.
ومن ضمن هذه القوانين أن الإنسان ليس له القُدرة على الاختيار في أي أمر وليس لهُ القُدرة على الاختيار في جميع الأمور وكل هذا بمعرفة [الله] واضع هذهِ القوانين. الإنسان ليس لديه أي سلطة في
الأمور الذي سيختارها كُل ما يحدُث له هو قدر.
ما تختاره أو لم تختاره.. إذا كنت تحبه أو تكرهه.. لا يعني هذا بالضرورة أنه خيرٌ أو شرٌ لك.
يجب أن تؤمن وترضى بما يُصيبك.. فالضار والنافع هو [الله].
من القضاء والقدر موت أو أذى يُصيب أحد الأحباب.
من القضاء والقدر المرض.
من القضاء والقدر فِقدان المال.